# Ngoni du Mozambique
Pour les articles homonymes, voir Ngoni.
Ne doit pas être confondu avec Langues nguni ou Ngoni de Tanzanie.
Le ngoni du Mozambique est une langue bantoue parlée au Mozambique par la population ngoni. Elle est proche mais distincte et non mutuellement intelligible avec le ngoni parlé en Tanzanie.

## Écriture
| a | b | d | ê | e | g | h | i | j | k | l |
| m | n | ô | o | p | t | u | v | w | x | y |

## Prononciation
|            | Antérieure | Centrale | Postérieure |
| ---------- | ---------- | -------- | ----------- |
| Fermée     | i          |          | u           |
| Mi-fermée  | e          |          | o           |
| Mi-ouverte | ɛ          |          | ɔ           |
| Ouverte    |            | a        |             |